# Hibiscus longisepalus
Hibiscus longisepalus är en malvaväxtart som beskrevs av Bénédict Pierre Georges Hochreutiner. Hibiscus longisepalus ingår i Hibiskussläktet som ingår i familjen malvaväxter. Inga underarter finns listade i Catalogue of Life.